# Rumelihisari

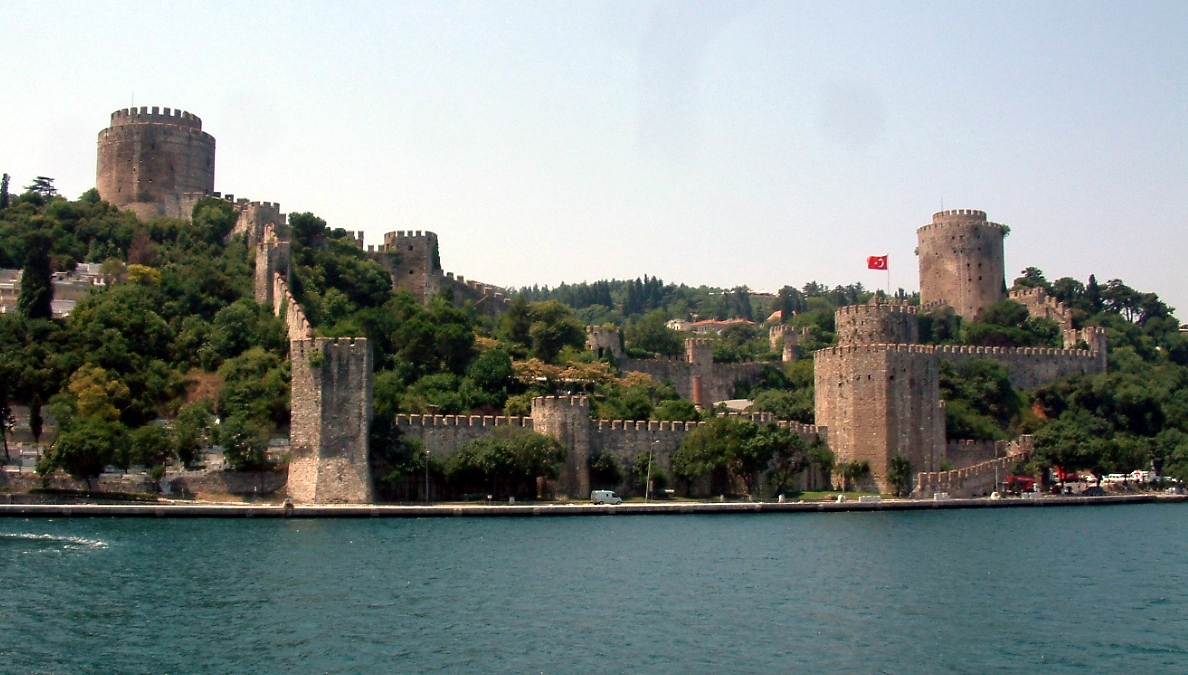
Rumelihisari, nhìn từ phía eo biển Bosphorus.

Rumelihisari là một pháo đài nằm ở Istanbul, về phía phần thuộc châu Âu của eo biển Bosphorus ở phía bắc của quận Bebek. Nó được xây dựng bởi vua (sultan) của đế chế Ottoman là Mehmed II năm 1451, trước khi ông xâm chiếm Constantinopolis. Rumelihisari cùng với Anadoluhisari ở phía Anatolia của eo biển Bosphorus đã ngăn trở việc tiếp ứng cho Constantinople thông qua biển Đen.